# Мурав'янка-голоок
Мурав’янка-голоо́к (Phaenostictus mcleannani) — вид горобцеподібних птахів родини сорокушових (Thamnophilidae). Мешкає в Центральній і Південній Америці. Це єдиний представник монотипового роду Мурав’янка-голоок (Phaenostictus). Його найближчими родичами є аракури з роду Pithys.

## Опис

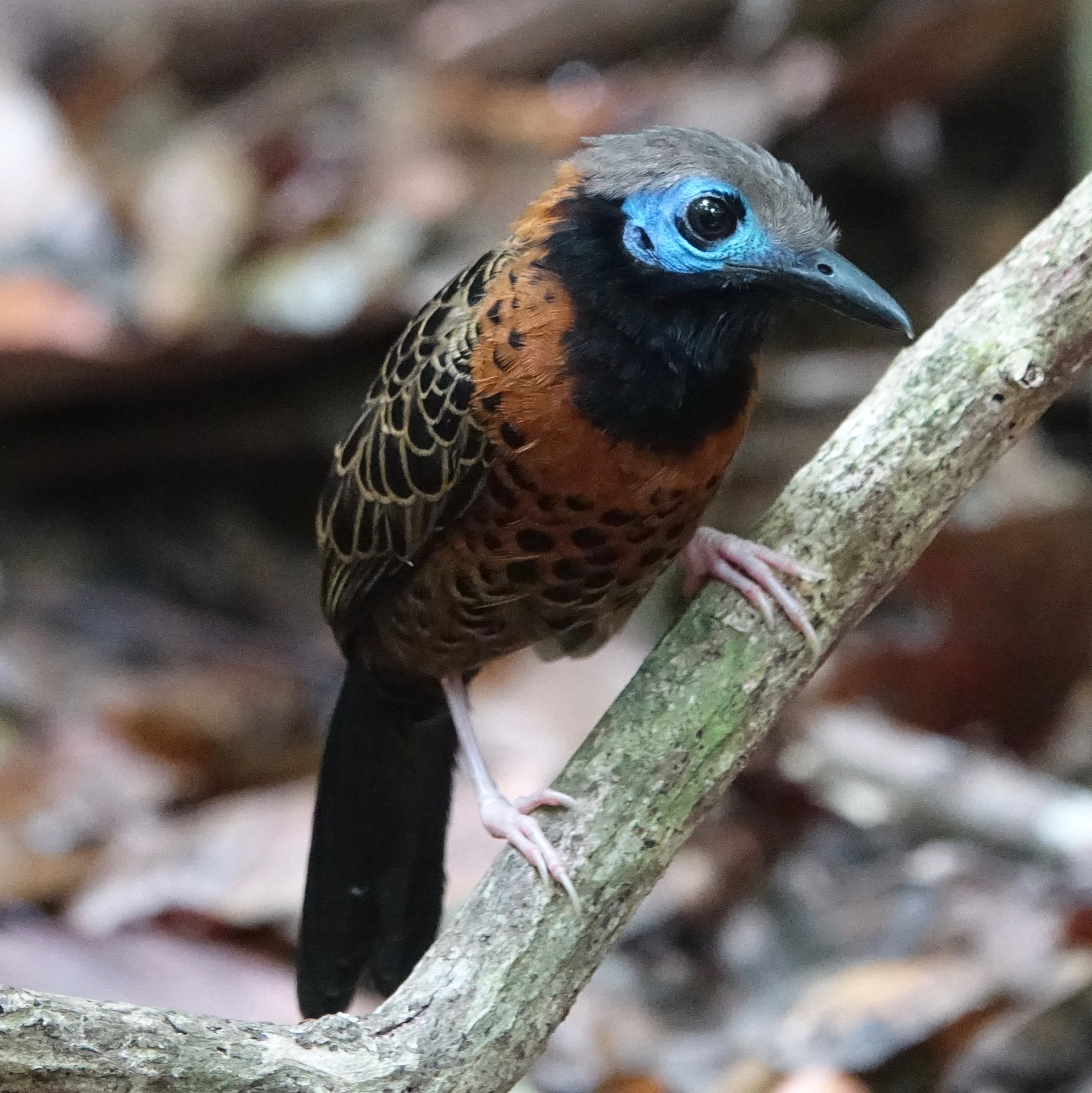
Мурав’янка-голоок

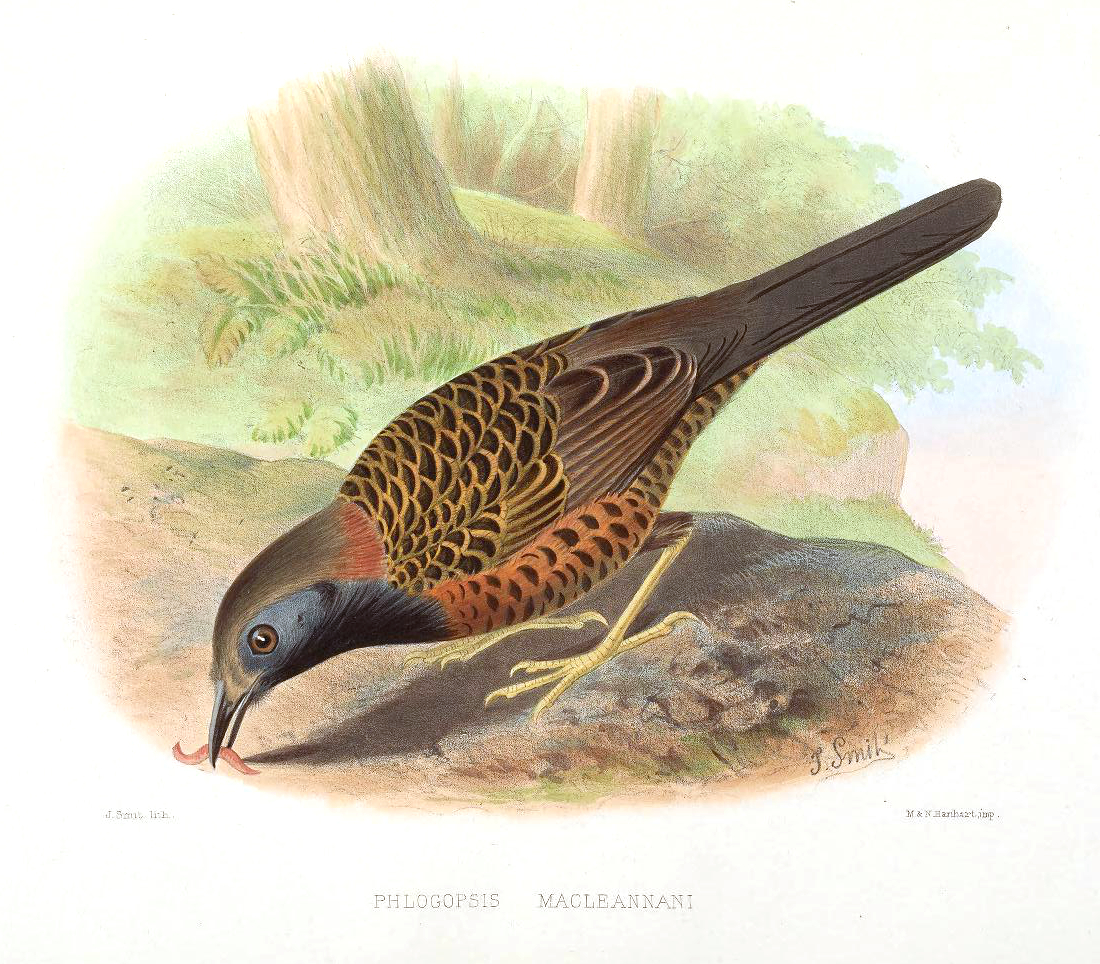
Мурав’янка-голоок

Довжина птаха становить 10-10,5 см, вага 44-58 г. Голова і горло чорні, тім'я сіре, потилиця руда. Верхня частина тіла і верхні покривні пера крил оливково-коричневі, поцятковані чорними плямами. Махові пера чорні з оливковими краями. Груди руді, живіт оливково-коричневий, на грудях і животі є великі білі плями. Навколо очей великі плями голої блакитної шкіри. Дзьоб чорний. Самиці є меншими і легшими за самців. У молодих птахівтім'я більш темне, руді плями більш яскраві, темні плями менші або відсутні. Мурав'янки-голооки відповідають правилу Бергмана: птахи, що мешкають ближче до екватора, мають менші крила і дзьоби, ніж птахи, що мешкають північніше.

## Підвиди
Виділяють три підвиди:
- P. m. saturatus (Richmond, 1896) — від східного Гондураса до Коста-Рики і західної Панами;
- P. m. mcleannani (Lawrence, 1860) — від центральної і східної Панами до північно-західної Колумбії;
- P. m. pacificus Hellmayr, 1924 — від крайнього південного заходу Колумбії (Нариньйо) до північно-західного Еквадора (Есмеральдас).

## Поширення і екологія
Мурав'янки-голооки мешкають в Гондурасі, Нікарагуа, Коста-Риці, Панамі, Колумбії і Еквадорі. Вони живуть в підліску вологих тропічних лісів, у вторинних заростях і на плантаціях. В Коста-Риці зустрічаються на висоті до 1200 м над рівнем моря, в Панамі і Колумбії на висоті до 900 м над рівнем моря, в Еквадорі на висоті до 700 м над рівнемм моря. Живляться комахами та іншими дрібними безхребетними, іноді дрібними ящірками. Часто слідують за кочовими мурахами, зокрема Eciton burchellii.